# Adiantum bessoniae
Adiantum bessoniae är en kantbräkenväxtart som beskrevs av Jenm. Adiantum bessoniae ingår i släktet Adiantum och familjen Pteridaceae. Inga underarter finns listade.